# Mravinjac (Dubrovnik)
Mravinjac falu Horvátországban, Dubrovnik-Neretva megyében. Közigazgatásilag Dubrovnik községhez tartozik.

## Fekvése
A Dubrovnik városától légvonalban 15, közúton 23 km-re északnyugatra a tengermelléken, a Dubrovnikból Slanóra menő út mentén  fekszik.

## Története
Mravinjac területe már ősidők óta lakott. Az itt élt első ismert nép az illírek voltak, akik az i. e. 2. évezredtől fogva éltek itt magaslatokon épített erődített településeken és kövekből rakott halomsírokba temetkeztek. Halomsírjaikból több tucat található a település határában is többek között a Szent János templomtól keletre, Grkov Gradon, Ivanova Glavicán, Osojén, Klenova Glavicán és más helyeken. Az illírek i. e. 35-ig uralták a térséget, amikor Octavianus hadai végső győzelmet arattak felettük. A Nyugatrómai Birodalom bukása után 493-tól a keleti gótok uralták a területet. 535-ben Dalmáciával együtt a Bizánci Császárság uralma alá került. A horvátok ősei a 7. században érkeztek Dalmáciába és csakhamar megalapították első településeiket. Ezek elsőként a termékeny mező melletti, ivóvízzel rendelkező helyeken alakultak ki.
A horvát tengermelléknek ez a része a Neretvától Dubrovnik városáig a középkori Zahumljéhez tartozott, mely kezdetben a horvát nemzeti királyoktól, majd a 12. századtól a horvát-magyar királyoktól függőségben (Hum, Chum néven) önálló hercegséget képezett. Mihály humi herceget („dux Chulmorum”) már a 10. században említik. A 12. században a Zahumlje térségének zavaros történeti időszakában átmenetileg a raškai uralkodók uralma alá került, de 1154-ben Borics bosnyák bán megszerezte tőlük. 1198-ban Endre horvát-szlávón herceg visszaszerezte a magyar koronának, de ténylegesen a Nemanjić-dinasztia hercegei uralkodtak felette. 1326-ban újra a bosnyák bánok uralma alá került, majd Dusán István szerb király foglalta el. 1362-ben visszaszerezték a horvát-magyar királyok, majd 1382-ben I. Tvrtko bosnyák király kezére került. Végül 1399-ben megszerezte a Raguzai Köztársaság. Szent Miklós tiszteletére szentelt temploma a középkorban épült.
A Raguzai Köztársaság bukása után 1806-ban Dalmáciával együtt ez a térség is a köztársaságot legyőző franciák uralma alá került, de Napóleon bukása után 1815-ben a berlini kongresszus Dalmáciával együtt a Habsburgoknak ítélte. A településnek 1857-ben 232, 1910-ben 259 lakosa volt. 1918-ban az új szerb-horvát-szlovén állam, majd később Jugoszlávia része lett. A délszláv háború során 1991. október 1-jén kezdődött a jugoszláv hadsereg (JNA) támadása a Dubrovniki tengermellék ellen. Az elfoglalt települést a szerb erők kifosztották és felégették. 1992. májusáig lényegében lakatlan volt. A háború után rögtön elkezdődött az újjáépítés. 1996-ban földrengés okozott súlyos károkat. A településnek 2011-ben 88 lakosa volt, akik főként Dubrovnikban és a közeli nagyobb településeken dolgoztak, illetve mezőgazdaságból éltek. Egyházilag a kliševói plébániához tartoztak.

## Népesség
| Lakosság változása | Lakosság változása | Lakosság változása | Lakosság változása | Lakosság változása | Lakosság változása | Lakosság változása | Lakosság változása | Lakosság változása | Lakosság változása | Lakosság változása | Lakosság változása | Lakosság változása | Lakosság változása | Lakosság változása | Lakosság változása |
| ------------------ | ------------------ | ------------------ | ------------------ | ------------------ | ------------------ | ------------------ | ------------------ | ------------------ | ------------------ | ------------------ | ------------------ | ------------------ | ------------------ | ------------------ | ------------------ |
| 1857               | 1869               | 1880               | 1890               | 1900               | 1910               | 1921               | 1931               | 1948               | 1953               | 1961               | 1971               | 1981               | 1991               | 2001               | 2011               |
| 232                | 232                | 233                | 245                | 271                | 259                | 221                | 219                | 210                | 206                | 196                | 175                | 125                | 102                | 81                 | 88                 |

## Nevezetességei
- A Szent Miklós templom középkori eredetű, valószínűleg ez a kliševói plébánia legrégibb temploma. A 19. században megújították, állapota miatt ismét felújításra szorulna.
- A Keresztelő Szent János templom a 17. században épült.
- A riđići Szent István templom újabb építésű.
- Ókori halomsírok a Szent János templomtól kelet-délkeletre, a Grkov Gradon, az Ivanova Glavicán, az Osojén és a Klenova Glavicán.

## Gazdaság
Gazdaságilag fejletlen elővárosi település, melynek lakói elsősorban Dubrovnikban, illetve a közeli nagyobb településeken, Orašacon, Zatonban dolgoznak. A gazdasági fellendülést az A1-es autópálya Ploče és Dubrovnik közötti szakaszának megépülésétől várják, mely Mravinjac közelében halad át.